# 尼克·鮑威爾
尼高拉斯·愛德華·"尼克"·鮑威爾（英語：Nicholas Edward "Nick" Powell，1994年3月23日—）是英國的一位職業職業足球員，在場上司職中場。出身克鲁青訓系統，對克魯在2011-12賽季晉級英格蘭足球甲級聯賽貢獻頗多。他在2012年夏季自克魯轉會英超球隊曼聯。現效力於英乙俱乐部斯托克港，他也是英格蘭U-18代表隊的選手。

## 球員生涯

### 球會
克鲁
2010年8月14日，首次參加英乙比賽，作客對車頓咸，於下半場40分鐘由後備入替。
曼聯
2012年6月12日，曼聯宣佈從2011-2012年度英乙升班附加賽勝出球隊克鲁簽入中場尼克·包維，合約為期4年，由2012年7月1日正式生效。
2012年9月15日，於主場對韋根的英超第4輪比賽，下半場27分鐘入替瑞恩·吉格斯成為首場代表曼聯正式比賽，並於下半場37分鐘用右腳為曼聯射成4:0。
外借韋根
2013年9月2日，曼聯將包維外借到剛降落英冠作賽的韋根，借用至球季結束。
外借李斯特城
2014年9月2日，新升上英超作賽的李斯特城從曼聯借入包維，借用至球季結束。
2015年1月2日，李斯特城宣佈曼聯運用租借合約條款召回包維歸隊。

## 榮譽

### 球會
克鲁
- 英格蘭足球乙級聯賽升班附加賽冠軍 (1): 2011-2012

## 外部連結
- 足球数据库：Nick Powell的球员统计数据
- 鮑威爾（页面存档备份，存于） @ 英格蘭足球總會
- 鮑威爾 （页面存档备份，存于） 簡歷 @ Sky Sports
- 鮑威爾 （页面存档备份，存于） 簡歷 @ BBC Sport